# Lisztay József
Lisztay József magyar festőművész.

## Életpályája
A nagybányai festőiskolában dolgozott 1927-ben. A nagybányai hagyományokhoz kötődően naturalista jellegű műveket festett. Művei rendszeresen szerepelnek aukciókon.